# کاستر سیتی (اکلاهما)
کاستر سیتی(به انگلیسی: Custer City) شهری در ایالت اکلاهما کشور ایالات متحده آمریکا است که جمعیت آن در سرشماری سال ۲۰۱۰ میلادی، ۳۷۵ نفر بوده‌است.